# Ravina (Trento)
Ravina è una frazione e assieme a Romagnano, è parte della circoscrizione amministrativa numero 5 del comune di Trento, fa parte dello stesso comune.
Il paese è situato sulla destra orografica del fiume Adige, ai piedi del monte Bondone, sotto l'imponente parete del Palon che con i suoi 2098 m domina la Val delle Gole solcata dal fiume omonimo (rio Gola). Ravina si trova all'imbocco di questa valle alla quota di 200 m circa sul livello del mare. Dalla piazza partono diversi sentieri che si diramano sulle pendici del monte Bondone.

## Storia

### Preistoria ed epoca Romana
Nei territori tra Ravina e Romagnano sono state compiute numerose scoperte archeologiche, fra le quali diversi reperti, tombe e necropoli. Dopo la conquista del Trentino da parte dei romani, venne costruita la Via Imperiale che collegava Romagnano al quartiere di Piedicastello probabilmente basandosi su un tracciato preesistente. Lungo questa strada (che passava anche per Ravina), vennero ritrovati numerosi artefatti. 

### Medioevo
Nel Medioevo il Monte Bondone fu interessato da un forte sviluppo agricolo a causa della conversione dei boschi in campi fertili per frutta, (come castagne, uva, mele, pere) e cereali. Il borgo era organizzato in masi, ossia piccoli appezzamenti di terreno gestiti da una famiglia, e ville, latifondi ben più ambi e comprendenti più nuclei familiari. Questa divisione portò alla nascita della Regola di Ravina. La prima struttura di rilievo di cui si ha traccia è la Torre di Ravina (altresì conosciuta come Torre dell'Orco) la quale venne menzionata per la prima volta in un documento notarile nel 1339. Si ha inoltre notizia della presenza, a partire dal XIV secolo, di un'altra fortificazione, la Rocca Pissavacca, oggi non più esistente.

### Età moderna
Nel 1540 il territorio divenne feudo della famiglia Schrattenberg, i quali si stabilirono proprio nella Torre di Ravina. Essi fortificarono il territorio per mantenere saldo il controllo sulla Valle dell'Adige sfruttando la posizione meridionale rispetto alla città di Trento. Nel corso dei decenni vi si stabilirono permanentemente o momentaneamente le famiglie nobiliari dei  Madruzzo, Thun, Sizzo e Salvadori.

### Epoca Napoleonica
Tra la fine del Settecento e l'inizio dell’Ottocento, l’intero territorio trentino fu investito dalle campagne militari francesi di Napoleone Bonaparte. Dopo la discesa dell’esercito francese nella penisola italiana nel 1796, il Trentino si trovò coinvolto nei grandi sconvolgimenti dell’Europa napoleonica, venendo sottratto alla sovranità austriaca e aggregato ai nuovi assetti politici imposti dai francesi.
Ravina, piccolo ma strategico villaggio ai piedi del Bondone, non fu immune agli effetti di queste trasformazioni. In particolare, tra il 1797 e il 1806, la popolazione fu costretta ad affrontare pesanti requisizioni militari e una presenza continua di truppe straniere. Nel 1801, Ravina ospitò oltre 2 000 soldati francesi per un periodo imprecisato. Questa presenza massiccia fu molto pesante per la popolazione, costretta a fornire legname, paglia e candele. I contadini dovettero destinare parte del loro raccolto e dei beni più essenziali al sostentamento delle truppe, generando povertà, tensione e malcontento. 
Durante la dominazione francese, Ravina venne temporaneamente aggregata al comune di Trento, come molti altri villaggi della zona. A causa di questa fusione amministrativa non esistono atti municipali locali per il periodo 1810–1817 e l’autonomia della Comunità di Ravina e Pissavacca, che durava almeno dal 1696, fu interrotta.

### Novecento
Dopo la riacquisizione del territorio da parte dell'Impero austriaco, Ravina divenne comune indipendente. La sua autonomia sopravvisse per un breve periodo anche dopo l'annessione del Trentino al Regno d'Italia (1861-1946)cessando ufficialmente nel 1926 con l'aggregazione a Trento. Il 27 Settembre 1942 un'alluvione distrusse sei case e tre mulini. Nel 1945 numerosi bombardamenti incendiari ad opera degli alleati provocarono devastazione nel paese e nei boschi circostanti. Per velocizzare gli spostamenti tra Ravina e Trento, che fino ad allora si effettuavano via barca o raggiungendo Piedicastello, nel 1960 venne inaugurato il Ponte di Ravina, che permise un forte sviluppo industriale.

## Monumenti e luoghi d'interesse

### Architetture religiose
- Chiesa della Traslazione di Santa Marina

### Architetture militari
- Torre di Ravina. Simbolo del paese e resto medievale, spicca su di un'altura di 244 metri di altitudine.

### Architetture civili
- Villa Margon, che ha ospitato Carlo Azeglio Ciampi.
- Villa Sizzo de Noris, di interesse storico e artistico.

### Altri luoghi di interesse
- Navarini sas, sede della più grande collezione europea di rami, con circa tremila manufatti che vanno dal '500 ai giorni nostri. Accanto al museo una bottega artigiana nella produzione di pentole in rame e complementi d'arredo per la tavola e la casa.

## Società

### Popolazione
A Ravina risiedono 3093 abitanti, di cui 1517 maschi e 1516 donne.

### Etnie e minoranze straniere
A Ravina risiedono 127 cittadini stranieri o apolidi.
| Provenienza | Numero |
| ----------- | ------ |
| Europa      | 91     |
| Asia        | 18     |
| Africa      | 10     |
| America     | 8      |

## Cultura

### Torneo delle Contrade
Verso la fine di maggio e gli inizi di giugno vi ha luogo il "torneo delle Contrade", torneo di calcio fra i vari rioni ed associazioni del paese, nato nel 1998.

### Maggio Rock
Alla fine di Maggio si tiene la manifestazione musicale chiamata "Maggio Rock", la quale in due giorni vede esibirsi svariate band del luogo.

### Scambio culturale
Ogni anno i ragazzi che frequentano la quinta della scuola primaria del paese, si recano in viaggio d'istruzione in Germania, ove trascorrono una settimana a stretto contatto con i coetanei tedeschi nell'ambito del gemellaggio con Herrsching am Ammersee.

## Sport

### Calcio
La società sportiva di Ravina è la Ravinense. Nata nel 1965, ha festeggiato quarant'anni nel 2005. Il campo è stato recentemente allargato, e ricoperto con erba sintetica.

### Pallacanestro
A Ravina ha sede la società G.S. Belvedere Basket Trento, fondata nel 1990 per opera di alcuni appassionati Prima della fondazione del gruppo, la pallacanestro non era diffusa nel borgo e per i primi tre anni l’attività è stata indirizzata esclusivamente al minibasket. Ad oggi è divenuta una realtà consolidata che comprende tutta la circoscrizione Ravina-Romagnano.

## Belvedere

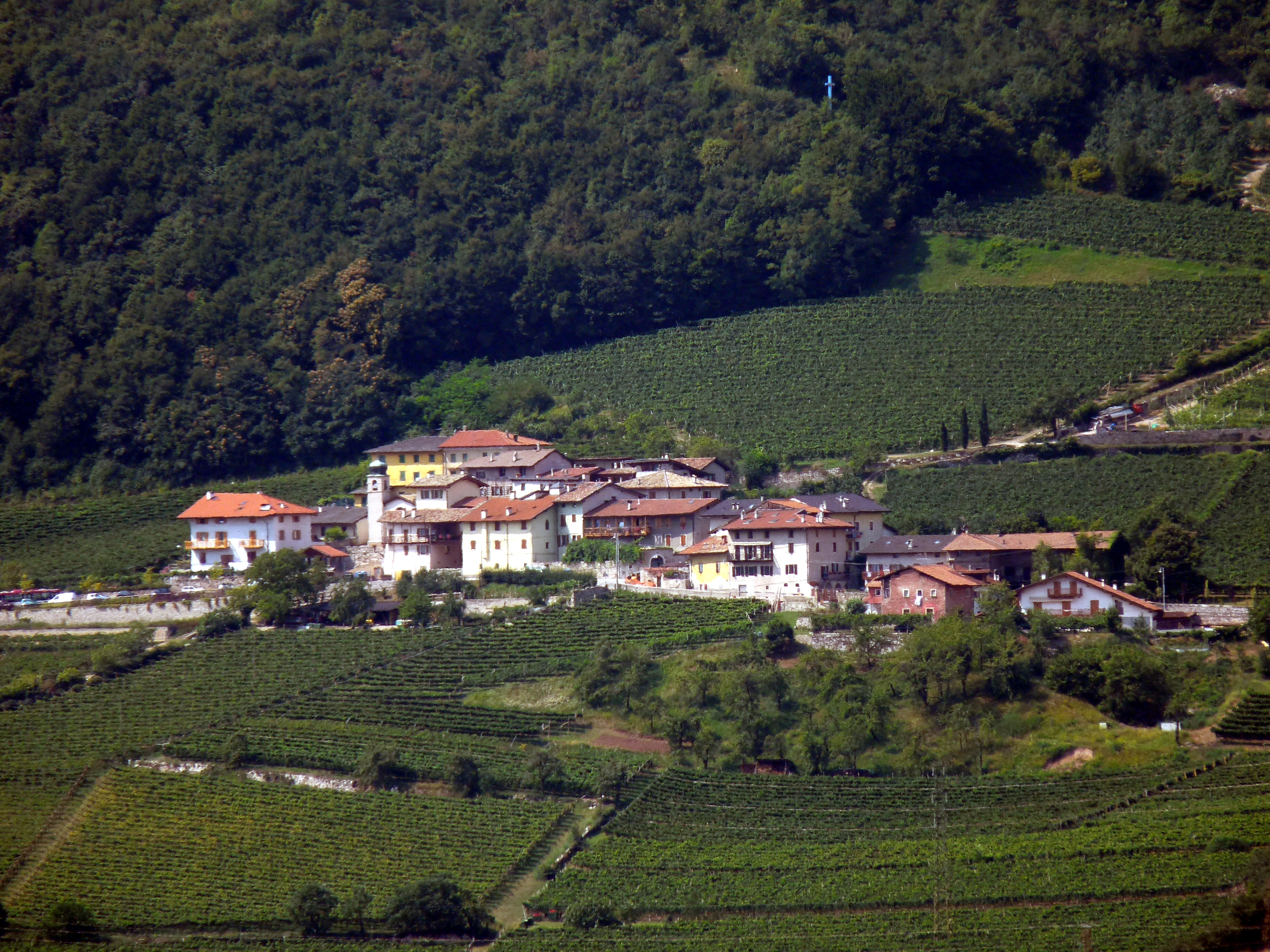
Il villaggio di Belvedere.

A un chilometro dal centro del paese si trova il villaggio di Belvedere (originariamente Pisavacca fino al secolo XVII, poi mutato in Belvedere dal principe vescovo Francesco Alberti Poja), con una chiesa dedicata a sant'Antonio da Padova del 1655 (il campanile è stato eretto più avanti, nel 1856, come riporta una targa commemorativa). Nel bosco sopra la chiesa si trova una croce alta circa 10 m, eretta per desiderio di un privato. Belvedere fa parte della frazione di Ravina ma è considerato come un paesino a sé stante. Da esso, lungo il sentiero SAT n° 625 si può raggiungere a piedi l'abitato di Sardagna.